# خرائط جوجل
خرائط جوجل (بالإنجليزية: Google Maps) هي خدمة مجانية وتجارية مقدمة من شركة جوجل على الشبكة العالمية، لعرض خرائط ذات مصدر جماهيري، كانت الخدمة عند بدايتها لعرض لخرائط لشوارع أربع دول هي: الولايات المتحدة وكندا والمملكة المتحدة وأيرلندا معَ إمكانية تحديد مكان عمل ما في تلك الدول، هذا بِالإضافة إلى استطاعة الشخص مشاهدة صور عالية الوضوح بواسطة الأقمار الصناعيّة لمئات من المُدن في العالم، أمَّا الآن فلقد توسعت شبكة الطرق والشوارع لتشمل مُعظم مُدن العالم وليس الأربعة التي بدأَ بها المشروع فقط.

## التاريخ
بدأت خدمة خرائط جوجل في البداية كبرنامج بلغة سي++ صممه (لارس راسموسن وجينز إيلستروب راسموسن، ونويل جوردون وستيفن ما) في شركة «وير 2 تكنولوجيز» التي تتخذ من سيدني مقراً لها،  وفي أكتوبر 2004 أستحوذت جوجل على شركة «وير 2 تكنولوجيز»،  وحولت برنامج الخرائط إلى تطبيق ويب، وفي نفس الشهر أستحوذت جوجل على «شركة Keyhole» التي تصور البيانات الجُغرافيَّة المكانية (باستثمار من وكالة المخابرات المركزية)، ولها مجموعة تطبيقات بارزة مثل "Earth Viewer" الذي أعتبر تطبيق ناجح للغاية في عام 2005، وقامت بدمج جوانب أُخرى من تقنيتها الأساسيَّة في خرائط جوجل. وفي سبتمبر 2004 أستحوذت جوجل على ZipDash وهي شركة تُقدِّم تحليل حركة المرور في الوقت الفعلي.

### 2005 إلى 2010

رمز خرائط جوجل الأصلي

أعلن عن إطلاق خرائط جوجل لأول مرَّة على مدونة جوجل في 8 فبراير 2005. وبعد أنَ كانت النسخة التجريبيَّة تدعم متصفح ميكروسوفت وموزيلا فقط تمَّ إضافة الدعم لمتصفحي سافاري وأوبرا في 25 فبراير عام 2005م.
حدثت جوجل صور الأقمار الصناعيّة لمنطقة نيو أورلينز في سبتمبر 2005 بعدَ حدوث إعصار كاترينا للسماح للمستخدمين بمشاهدة مدى تأثير الفيضانات في أجزاء المدينة.
أصدرت جوجل تطبيقها للجوالات في 28 نوفمبر 2007،  وظهرت نسخة تجريبية من ميزة «موقعي» التي تستخدم نظام التموضع العالمي والشبكات اللاسلكية والمواقع الخلوية لتحديد الموقع.
أعلنت جوجل عن إصدار تطبيق خرائط جوجل لنظام التشغيل أندرويد الخاص بها في 23 سبتمبر 2008 بالتزامنِ معَ الإعلان عن أول جهاز تجاري يعمل بنظام أندرويد.

### 2011 إلى 2015

الرمز المستخدم حتّى عام 2020

في 19 أبريل 2011 أُضيف مصمم الخرائط إلى الإصدار الأمريكيّ من خرائط جوجل، ممَّا يسمح لأي مستخدم تعديل وإضافة تغييرات إلى الخرائط، حيثُ يوفر ذلك لجوجل تحديث الخرائط المحليَّة في الوقت الفعلي تقريبًا، بدلاً من انتظار شركات بيانات الخرائط الرقميَّة لإصدار التحديثات غير المتكررة.
في 31 يناير 2012 بسببِ مجانية خرائط جوجل أدينت الشركة بإساءة استخدام تطبيقها المهيمن وأمرتها المحكمة بدفع غرامة وتعويضات لشركة "Bottin Cartographer" الفرنسيَّة المُتخصِّصة في الخرائط،  وفي الاستئناف تمَّ نقض الحكم.
في يونيو 2012 بدأت جوجل في رسم خرائط للأنهار والقنوات البريطانيَّة بالشراكة معَ Canal and River Trust وصرحت الشركة بأنَّها ستقوم بتحديث البَرنامج للسماح للمستخدمين بالتخطيط للرحلات على طول 2000 ميل من مسارات الأنهار في المملكة المتحدة.

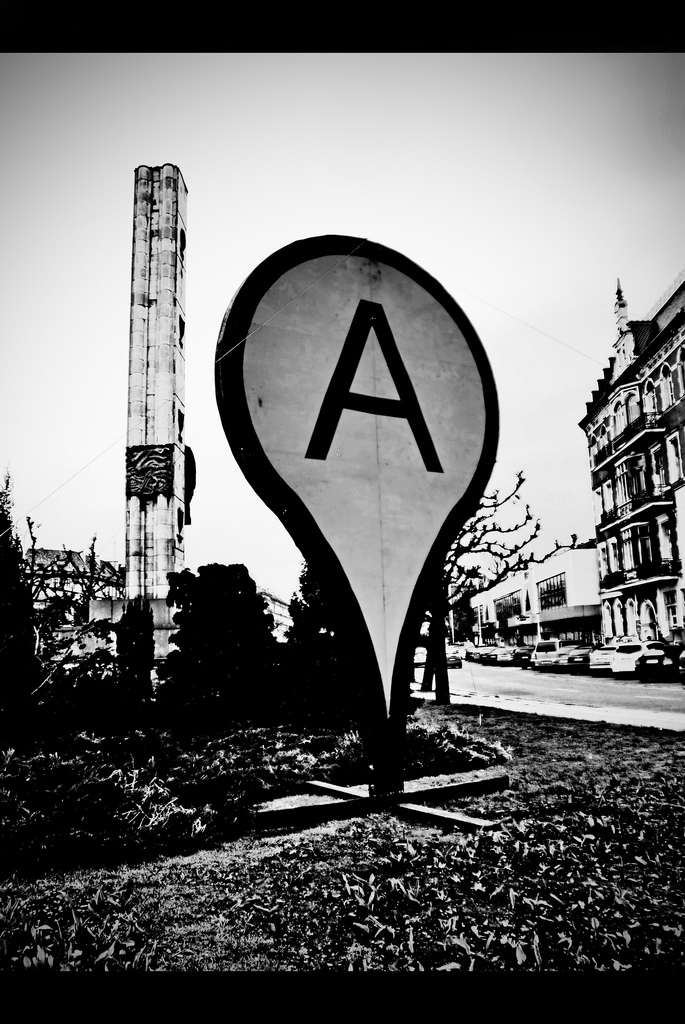
نصب تذكاري على شكل دبوس خرائط جوجل في وسط مدينة شتشيتسين، بولندا

في ديسمبر 2012 تمَّ توفير تطبيق خرائط جوجل بشكلٍ منفصل في آب ستور، بعدَ أنَ أزالته أبل من نظام آي أو إس 6 في سبتمبر 2012.
في 29 يناير 2013 حدثت جوجل خرائطها لتشمل خريطة لكوريا الشمالية. وفي 3 مايو 2013 سُجِّلت فلسطين كدولة، بدلاً من الأراضي الفلسطينية.
في أغسطس 2013 أزالت خرائط جوجل طبقة ويكيبيديا، وَالتي كانت تُقدِّم روابط لمحتوى ويكيبيديا حول المواقع المعروضة في الخرائط.
في 12 أبريل 2014 عكست الخرائط أزمة القرم 2014، حيثُ ظهرت القرم على أنَّها جمهورية القرم في روسيا وفي أوكرانيا ظهرت بأنَّها جمهورية القرم المتمتعة بالحكم الذاتي، وفي البلدان الأُخرى تظهر حدًا منقطًا متنازعًا عليه.
في أبريل 2015 أُضيفت صور شعار أندرويد يتبول على شعار أبل عبر مصمم خرائط جوجل لتظهر على خريطة بالقرب من مدينة روالبندي الباكستانية، وسُرعان ما أزيل التخريب وقدمت جوجل اعتذارا بذلك،  ولاحقاً في 12 مايو عطلت مصمم الخرائط في جميع أنحاءِ العالم.
في 14 يوليو 2015 أزالت جوجل الاسم الصيني لـ مياه سكاربورو بعدَ نشر التماس من الفلبين على موقع Change.org.

### 2016 إلى 2018
في 27 يونيو 2016، طرحت جوجل صور أقمار صناعية جديدة في جميع أنحاءِ العالم مصدرها لاندسات 8، تضم أكثر من 700 تريليون بكسل من البيانات الجديدة. وفي سبتمبر من العام ذاته أستحوذت على شركة Urban Engines الناشئة والمتخصصة في تحليل الخرائط.
عرضت حكومة كوريا الجنوبيَّة على جوجل الوصول المشروط إلى قاعدة البيانات الجُغرافيَّة للبلد في 2016، لكنّ جوجل رفضت العرضُ بسببِ القيود المفروضة على تقليل الجودة حول المواقع التي تشعر حكومة كوريا الجنوبيَّة بأنَّها حساسة.
في 16 أكتوبر 2017 حدثت جوجل الخرائط حيثُ يُمكن مشاهدة عدد من الكواكب والأقمار مثل تيتان وعطارد والزهرة، بِالإضافة إلى الوصول المباشر إلى صور القمر والمريخ.
في أغسطس 2018 صممت خرائط جوجل منظرها العام في كرة أرضية ثلاثية الأبعاد تستخدم إسقاط إسقاط مركاتور الذي يعرضُ الكوكب على سطح مستو.

### 2019 إلى الوقت الحاضر

إعادة تصميم الأيقونة في 2020

أضافت خرائط جوجل تنبيهات السرعة وكاميرات السرعة في يناير 2019،  وفي 17 أكتوبر 2019 حُدثت الخرائط لتشمل الإبلاغ عن الحوادث،  وفي ديسمبر 2019 أضافت جوجل وضع التصفح المتخفي الذي يسمح للمستخدمين بالتنقل دون حفظ ذلك في حساباتهم على جوجل.
في فبراير 2020 تلقت الخرائط إعادة تصميم الذكرى الخامسة عشرة،  وحصل التطبيق على رمز جديد يشبه الرمز الأصليّ لعام 2005.
في 23 سبتمبر 2020 أعلنت جوجل عن إضافة «طبقة كوفيد-19» في خرائط جوجل يعمل على تقديم متوسط بيانات سبعة أيام لإجمالي حالات كوفيد-19 لكل 100,000 شخص في المنطقة المُحدِّدة على الخريطة، كما يحتوي على ملصق يُشير إلى ارتفاع أو انخفاض عدد الحالات.

## الوظائف

### الاتِّجَاهَاتِ والعبور
توفر خرائط جوجل مخططات الطرق  للسماح للمستخدمين بالعثور على الاتِّجَاهَاتِ المتاحة من خِلال القيادة أو النقل العام أو المشي أو حتّى ركوب الدراجات. وقد دخلت جوجل في شراكة عالمية معَ أكثر من 800 من مزودي خدمات النقل العام لاعتماد المواصفات العامَّة لخلاصات النقل العام (GTFS). وقد أطلقت الخدمة وضع التصفح المتخفي في وقتٍ سابق،  وقدم تحديث يوليو 2020 طرق الدراجات.

### حالة الطرقات
بدأت جوجل في 2007 في تقديم بيانات لحركة المرور كتراكب ملوَّن أعلى الطرق والطرق السريعة لتمثيل سرعة المركّبات على طرق معينة، حيثُ تستخدم التعهيد الجماعي للحصول على المواقع التي يحددها مواقع عدد كبير من مستخدمي الهواتف المحمولة، ويتمّ من خلالها إنتاج خرائط حركة المرور الحية.
صرحت جوجل أنَ معلومات السرعة والموقع التي تجمعها لحساب ظروف حركة المرور مجهولة. وتسمح الخيارات المتاحة في إعدادات الهواتف للمستخدمين عدم مشاركة المعلومات حول موقعهم معَ خرائط جوجل. وصرحت جوجل أنَّه بمجرد تعطيل ميزة «موقعي» أو إلغاء الاشتراك فيها، تتوقف الخدمة عن إرسال أي معلومات إلى خوادم جوجل لتحديد الموقع التقريبي لهاتفك المحمول.

### منظر الشارع

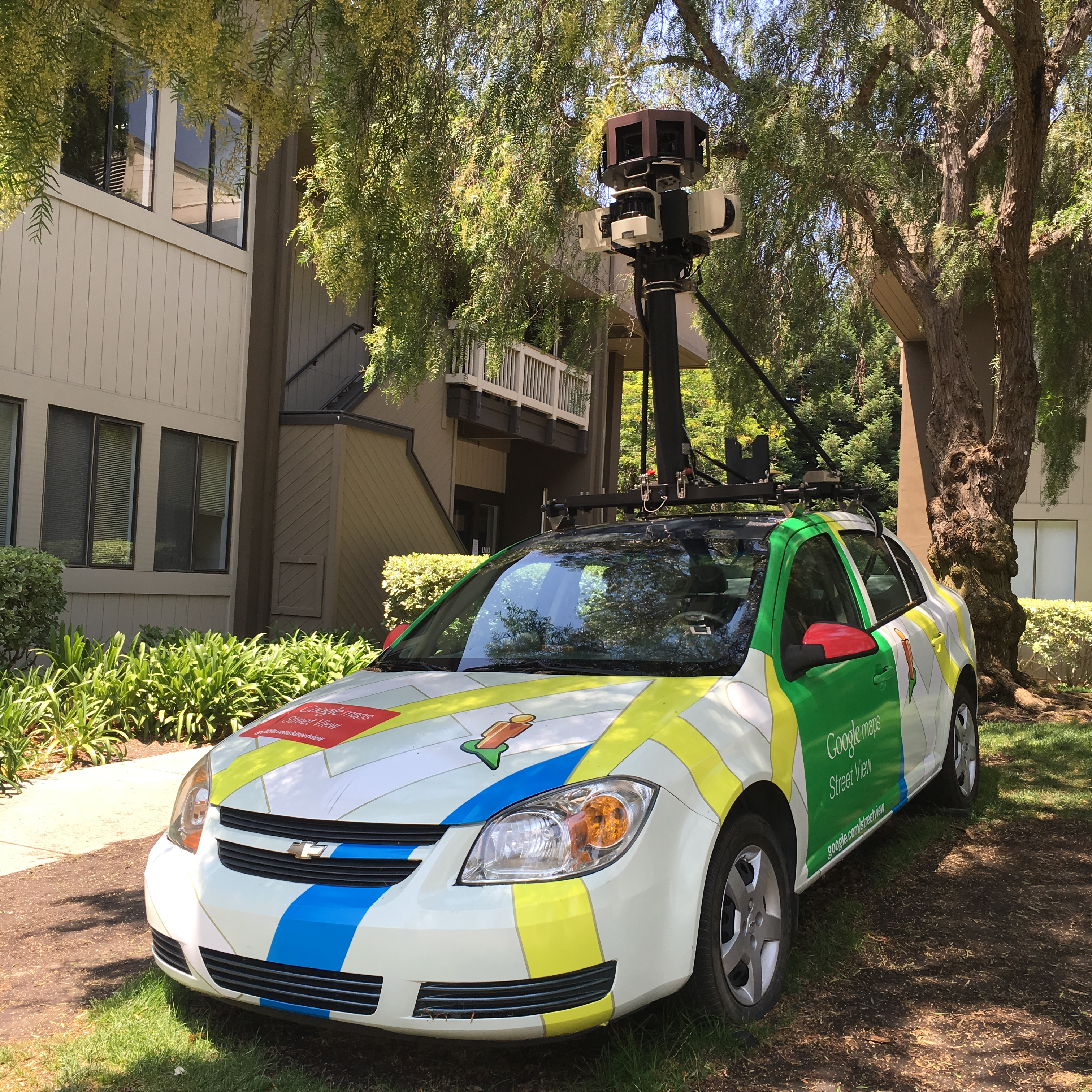
سيارة خرائط جوجل في جوجل بليكس، ماونتن فيو

في 25 مايو 2007 أصدرت جوجل «جوجل ستريت فيو» (بالإنجليزية: Google Street View) وهي ميزة جديدة لخرائط جوجل توفر مناظر بانورامية بزاوية 360 درجة على مستوى الشارع لمواقع مختلفة، وفي تاريخ الإصدار تضَّمنت الميزة خمس مُدن فقط في الولايات المتحدة، وتوّسعت منذُ ذلك الحين لتشمل آلاف المواقع حول العالم، وفي يوليو 2009 بدأت جوجل في رسم خرائط لحرم الجامعات والمسارات والمسارات المحيطة.
أثار التجوّل الافتراضي الكثير من الجدل بعدَ إطلاقه بسببِ مخاوف الخُصوصيَّة بشأن الطبيعة غير الخاضعة للرقابة للصور البانورامية، على الرغم من أنَ المناظر لا تُلتقط إلَّا في الشوارع العامة. وحينها بدأت جوجل في تعتيم الوجوه ولوحات الترخيص من خِلال التعرف الآلي عليها.
في أواخر عام 2014 أطلقت جوجل Google Underwater Street View بما في ذلك مسافة 2,300 كيلومتر (1,400 ميل) في الحيد المرجاني العظيم الأستراليّ ثلاثي الأبعاد، وقد ألتقطت الصور بكاميرات خاصَّة تدور 360 درجة وتلتقط صورًا كلّ 3 ثوانٍ.
في عام 2017 أصبح التنقل عبر التجوّل الافتراضي في المساحات الداخليَّة لمحطة الفضاء الدولية متاحًا في خرائط جوجل وجوجل إيرث.

### صور 45 درجة
في ديسمبر 2009 قدمت جوجل طريقة عرضُ جديدة تتكون من صور جوية بزاوية 45 درجة، ممَّا يوفر «رؤية شاملة» للمدن، وكانت أول المُدن المتاحة سان خوسيه وسان دييغو، وكانت الميزة متاحة مبدئيًا للمطورين عبر Google Maps API‏. في فبراير 2010، تمَّ تقديمه كميزة تجريبية في Google Maps Labs. في يوليو 2010 تمَّ توفير صور بزاوية 45 درجة في خرائط جوجل في مُدن مُحدَّدة في الولايات المتَّحدة وفي جميع أنحاءِ العالم.

### قوائم الأعمال
تقوم جوجل بجمع قوائم الأعمال التجاريَّة من مصادر متعددة عبر الإنترنت ومن خارج الإنترنت، وتعملُ «خوارزميّة جوجل» على تقليل التكرارات من خِلال جمعها استنادًا إلى العنوان ورقم الهاتف والرمز الجغرافي،  وفي بعض الأحيان يتم دمج أنشطة تجاريَّة منفصلة في نشاط واحد دون قصد،  وتسمح جوجل لأصحاب الأعمال بإنشاء بيانات أعمالهم والتحقق منها من خِلال «جوجل ماي بزنس». وتُشجِّع جوجل أصحاب الأعمال على تزويدها بمعلومات العمل وعنوانه ورقم الهاتف وفئة العمل والصور. وفي الهند توظف جوجل أشخاص لفحص القوائم وتصحيحها عن بُعد، وتقديم الدعم للأنشطة التجاريَّة التي تواجه مشكلات. وتملّك جوجل في مُعظم البلدان للتحقق من صحّة العناوين المادية شخصيًا. وبعد التحقق من بيانات النشاط التجاري يُمكن لأصحاب الأنشطة التجاريَّة تحسين ملفهم الشخصي بشكلٍ أكبر عن طريق تسجيل الدخول إلى حساب جوجل الخاص بهم ولوحة معلومات «جوجل ماي بزنس».
في منتصف أغسطس 2020 سهلت جوجل طريقة التعديل لأصحاب الأعمال حيثُ وفرت نموذج لتعديل معلومات الأعمال مباشرةً خِلال البحث عن النشاط التجاري أو اسم الشركة، ويُسمح «جوجل ماي بزنس» للشركات بإنشاء موقع ويب مجانًا.
يُمكن لأصحاب الأعمال تحسين قوائم أعمالهم من خِلال نوعِ من التسويق عبر محرك البحث يسمى تحسين محرك البحث المحلي، للحصول على رؤية أكبر في خرائط جوجل.

### خرائط داخلية
في مارس 2011 أُضيفت خدمة «الخرائط الداخلية» إلى خرائط جوجل، حيثُ تمنح المستخدمين القدرة على التنقل داخل المباني مثل المطارات والمتاحف ومراكز التسوق والمتاجر الكبيرة والجامعات ومحطات النقل والأماكن العامَّة الأُخرى والمرافق تحت الأرض، وتُشجِّع جوجل مالكي المرافق العامَّة على تقديم مخططات طوابق لمبانيهم من أجل إضافتها إلى الخدمة. يُمكن لمستخدمي الخرائط عرضُ طوابق مختلفة من مبنى أو محطّة مترو أنفاق من خِلال النقر على محدد المستوى الذي يتم عرضه بالقرب من أي هيكل معين على مستويات متعددة.

### خرائطي
خرائطي (بالإنجليزية: My maps) هي ميزة في خرائط جوجل أطلقت في أبريل 2007 حيثُ تمكُّن المستخدمين من إنشاء خرائط مخصصة للاستخدام الشخصي أو لمشاركتها، ويُمكن للمستخدمين إضافة نقاط وخطوط وأشكال وملاحظات وصور أعلى خرائط جوجل بِاستخدام محرر ما تراه هو ما تحصل عليه. يتوفر أيضًا تطبيق أندرويد لخرائطي، أُصدر مبدئيًا في مارس 2013 باسمِ (بالإنجليزية: Google Maps Engine Lite).

### المرشدون المحليّون
أطلقت جوجل برنامج تطوعي (بالإنجليزية: Google Local Guides) لتمكين المستخدمين المُساهمة في خرائط جوجل، ويُعدُّ البَرنامج جزئيًا خليفة لمصمم خرائط جوجل حيثُ تمَّ دمج ميزات من البَرنامج السابق في موقع الويب والتطبيق.
يُمكن عبر البَرنامج إضافة المُراجعات والصور والمعلومات الأساسيَّة ومقاطع الفيديو وتصحيح المعلومات مثل إمكانية الوصول إلى الكراسي المتحركة.

## التنفيذ
أثناء تصفح الخريطة تعمل الخدمة على تنزيل مربعات الخرائط من الخادم وإدراجها في الصفحة، وعندما يبحث المُستخدم عن عنصر ما، أو شركة، تُنزل النتائج في الخلفية وتُدرج في لوحة جانبية، دون إعادة تحميل الصفحة، وذلك عبر إطار iframe وجافا سكريبت،  ويستخدم الموقع أيضًا جسون لنقل البيانات بدلاً من لغة الترميز القابلة للامتداد لأسباب تتعلق بالأداء.
يتطلب إصدار جوجل ستريت فيو لخرائط جوجل الكلاسيكيَّة برنامج أدوبي فلاش،  وفي أكتوبر 2011 أعلنت جوجل عن MapsGL إصدار من الخرائط بعرض أفضل وانتقال أكثر سلاسة. وتستخدم الخرائط الداخليَّة ملفات جيه بيه إيه جي وبي إن جي وبي دي إف وBMP وجي آي إف، لمخططات الطوابق.
يُمكن للمستخدمين بعدَ بتسجيل الدخول إلى حساب جوجل حفظ المواقع على الخريطة بِاستخدام «دبابيس» ملونة متنوعة عند تصفح التطبيق، ويُمكن تنظيمها في قوائم باسمِ المُستخدم ومشاركتها معَ مستخدمين آخرين.

### بيانات الخرائط والصور
تنص شروط وأحكام خرائط جوجل،  على أنَ استخدام المواد من خرائط جوجل يخضع لشروط خدمة جوجل،  وبعض القيود الإضافية، وقد قامت جوجل بشراء بيانات الخرائط المحليَّة من الشركات القائمة، أو دخلت في اتفاقيَّات تأجير لاستخدام بيانات الخرائط المحمية بحقوق النشر.
ويدرج مالكو حقوق النشر في الجزء السفلي من الخرائط المكبرة، فعلى سبيل المثال تمَّ استئجار خرائط الشوارع في اليابان من Zenrin، واستئجار خرائط الشوارع في الصين من أوتو نافي. واستئجار خرائط الشوارع الروسيَّة من Geocentre Consulting وتيلي أطلس، وتحصل الشركة على بيانات كوريا الشمالية من المشروع المصاحب مصمم خرائط جوجل.
في بعض الأحيان لا تتطابق خريطة الشارع في بعض المناطق معَ صور القمر الصناعي بدقة، وقد تكون بيانات الشارع خاطئة أو قديمة، ونتيجة لِذلك أضافت جوجل ميزة لتعديل مواقع المنازل والشركات في مارس 2008.
فرضت بعض القيود على خرائط جوجل من خِلال الرقابة الواضحة على المواقع التي تُعتبر تهديدات أمنية محتملة، وفي بعض الحالات يتم تظليل مباني معينة، وفي حالات أُخرى مثل واشنطن العاصمة، يكون التقييد بِاستخدام الصور القديمة.

### منصة خرائط جوجل
تستضيف خدمة «منصة خرائط جوجل» (بالإنجليزية: Google Maps Platform) المَعْروفَةِ سابقاً باسمِ «واجهة برمجة تطبيقات خرائط جوجل» (بالإنجليزية: Google Maps API) حوالي 17 من واجهات برمجة التطبيقات المختلفة، وتصنفها ضمنَ ثلاث فئات وهي «الخرائط والأماكن والطرق».
أطلقت جوجل «واجهة برمجة تطبيقات خرائط جوجل» في يونيو 2005،  وتهدف الخدمة للسماح للمطورين بدمج خرائط جوجل في مواقعهم على الويب، وكانت خدمة مجانية حتّى يونيو 2018، عندما أعلنت جوجل أنَ الوصول إلى الخدمة يتطلب مفتاح API مرتبط بحساب منصة جوجل السحابية. لا تحتوي حالياً على إعلانات، لكنّ جوجل تنص في شروط الاستِخدام الخاصّة بها على أنَّها تحتفظ بالحق في عرضُ الإعلانات في المستقبل.
يُمكن تضمين خرائط جوجل في أي موقع ويب خارجي، عبر واجهة برمجة تطبيقات خرائط جوجل، ويُمكن إضافة البيانات الخاصّة بالموقع. ويستخدم أكثر من مليون موقع ويب واجهة برمجة تطبيقات خرائط جوجل،  ممَّا جعلها الأكثر استخدامًا في مجالها.
في سبتمبر 2011 أعلنت جوجل أنَّها ستنهي دعم واجهة برمجة تطبيقات خرائط جوجل لأدوبي فلاش بلاير.
أتاحت جوجل الخدمة بشكلٍ مجاني للاستخدام التجاري، بشرط أنَ يكون الموقع الذي يتم استِخدامه فيهِ متاحًا للجمهور ولا يتقاضى رسومًا مقابل الوصول إليه، ولا ينتج عنه أكثر من 25000 عملية وصول إلى الخريطة يوميًا. ويُمكن للمواقع التي لا تفي بهذه المُتطلبات شراء «واجهة برمجة تطبيقات خرائط Google للأعمال».

### خرائط جوجل في الصين
تفرض الحكومة الصينيَّة قيوداً على البيانات الجُغرافيَّة في الصين، ولعرض بيانات الخرائط الصينيَّة بشكلٍ قانوني تفرض على جوجل مشاركة الخرائط معَ مزود خرائط رقمية صيني وكان هذا الشريك هو AutoNavi منذُ عام 2006.
يفرض مجلس الدولة أنَ تستخدم جميع خرائط الصين نظام الإحداثيات GCJ-02 بدلاً من النظام الجيوديسي العالمي المُستخدم في مُعظم أنحاءِ العالم، وتستخدم جوجل نظام GCJ-02 لخرائط الشوارع،  وصور الأقمار الصناعية. وتستخدم إحداثياتِ WGS-84 لصور القمر الصناعي،  ممَّا يتسبب في حدوث مشكلة تحول نظام تحديد المواقع العالميّ في الصين.

## الميزات المتوقفة

### جوجل Latitude
كانت خدمة (بالإنجليزية: Google Latitude) تتيح للمستخدمين مشاركة مواقعهم الفعليَّة معَ أشخاص آخرين عبر خرائط جوجل،  وأثار استخدام الخدمة بعض المخاوف بشأن قضايا الخصوصية، وفي 9 أغسطس 2013 تمَّ إيقاف الخدمة،  وفي 22 مارس 2017 دُمِجت جوجل ميزات Latitude في تطبيق خرائط جوجل.

### مصمم خرائط جوجل
كانت خدمة مصمم خرائط جوجل متاحة في الكثير من بلدان آسيا وإفريقيا وأمريكا اللاتينيَّة وأوروبا بِالإضافة إلى الولايات المتَّحدة وكندا، حيثُ كانَ يُمكن لأي شخص قام بتسجيل الدخول إلى حساب جوجل الخاص به وتحسين الخريطة مباشرةً عن طريق إصلاح اتجاهات القيادة غير الصحيحة، أو إضافة مسارات ركوب الدرَّاجات أو إضافة مبنى أو طريق مفقود، ويُمكن الإبلاغ عن أخطاء الخرائط العامَّة في أُستراليا والنمسا وبلجيكا والدنمارك وفرنسا وليختنشتاين وهولندا ونيوزيلندا والنرويج وجنوب إفريقيا وسويسرا والولايات المتَّحدة بِاستخدام رابط الإبلاغ عن مشكلة في خرائط جوجل ليتم تحديثه بواسطة جوجل. أمَّا في المناطق التي استخدمت فيها جوجل بيانات "Tele Atlas" يُمكن الإبلاغ عن أخطاء الخرائط بِاستخدام رؤية خريطة Tele Atlas.
يُمكن للمستخدم إخطار جوجل من خِلال نموذج طلب الاتصال إذا كانت الصور مفقودة أو قديمة أو غير محاذية أو غير صحيحة بشكلٍ عام.
في نوفمبر 2016 أعلنت جوجل عن إيقاف مصمم خرائط جوجل اعتبارًا من مارس 2017.

## تطبيق الهاتف المحمول
تتوفر خرائط جوجل كتطبيق للهواتف المحمولة لأنظمة تشغيل أندرويد وآي أو إس، وكان أول إصدار للهاتف المحمول في سبتمبر 2008،  وقد كانت ميزة تحديد الموقع قيد الاختبار على الهواتف المحمولة منذُ عام 2007.
كانَ تطبيق الخرائط الموجود في هواتف شركة أبل مدعوماً من خرائط جوجل حتّى يونيو 2012، عندما أعلنت شركة أبل إنشاء خدمة خرائط أبل الخاصّة بها،  وَالتي حلت رسميًا محل خرائط جوجل في 19 سبتمبر 2012. وقد تلقت خرائط أبل انتقاداتٍ كبيرة من المستخدمين لعدم دقتها. وبعد يوم واحد ذكرت صحيفة الغارديان أنَ جوجل كانت تُعدّ تطبيق «خرائط جوجل» الخاص بها لنظام آي أو أس،  وعندما أصدرته في 12 ديسمبر 2012،  تمَّ تنزيل التطبيق أكثر من عشرة ملايين مرَّة خِلال يومين فقط.

### المميزات
تحتوي تطبيقات خرائط جوجل لنظامي التشغيل آي أو إس وأندرويد على العديد من الميزات منها التنقل خطوة بخطوة والتجوّل الافتراضي ومعلوماتٍ النقل العام. وكانت جوجل قد أعلنت عن ميزة «التنقل خطوة بخطوة» كميزة تجريبية منفصلة عن تطبيق خرائط جوجل في أكتوبر 2009 حيثُ تدعم نظام أندرويد 2.0،  فيمَا لم يدعم إصدار آي أو إس الأصليّ المستقل أجهزة آي باد، ولكنَّ تمَّ دعمها معَ الإصدار الثاني في يوليو 2013. وأضاف التحديث في يونيو 2012 لأجهزة أندرويد دعمًا للوصول دون اتصال إلى الخرائط التي تمَّ تنزيلها مسبقاً لمناطق معينة،  وهي ميزة تمَّ إصدارها في النهاية لأجهزة آي أو إس، وأصبحت أكثر قوة على أندرويد في مايو 2014.
في نهاية عام 2015 أعلنت خرائط جوجل عن وظائفها الجديدة غير المتصلة بالإنترنت،  حيثُ يُمكن تنزيل خرائط بمساحة 120 ألف كيلومتر مربع كحد أقصى لاستخدامها لاحقاً دون الاتصال بالإنترنت،  ويتطلّب ذلك قدرًا كبيرًا من مساحة التخزين. في يناير 2017 أضافت جوجل ميزة حصرية إلى أندرويد تشير في بعض مُدن الولايات المتَّحدة إلى مستوى صعوبة العثور على أماكن وقوف السيَّارات المتاحة،  ويُمكن للتطبيق تُذكر أين توقف المُستخدم منذُ أبريل 2017.
في أغسطس 2017 قدم تحديث خرائط جوجل وظائف جديدة لمساعدة المستخدمين بشكلٍ فعال في العثور على مواقف السيارات،  وفي ديسمبر 2017 أضافت جوجل وضعًا جديدًا للدراجات النارية مصمم للمستخدمين في الهند، يسمح بمزيد من إمكانية الوصول في ظروف حركة المرور. وفي عام 2019 قدم إصدار أندرويد ميزة جديدة تُسمى العرضُ المباشر يتيح عرضُ الاتِّجَاهَاتِ مباشرةً على الطريق بفضل الواقع المعزز،  وفازت خرائط جوجل بجائزة "2020 Webby" لأفضل واجهة مستخدم في فئة التطبيقات والجوال والصوت.

### الاستقبال
رحبت يو إس إيه توداي بتطبيق نظام آي أو إس وقالت: «إنَّ الظهور في منتصف الليل لتطبيق خرائط جوجل لجهاز آي فون يشبه عودة صديق قديم. حيثُ يعود صديقك الذي فقد لثلاثة أشهر بمظهر أفضل من أي وقتٍ مضى.»  ووصف جيسون باركر من سي نت التطبيق بأنَّه «ملك الخرائط»،  وقد قارن Bree Fowler من «أسوشيتد برس» تطبيقات خرائط جوجل وأبل وقال أنَ أبل تتميز بوضوح الخرائط والأبعاد ثلاثية الأبعاد بينما تتفوق عليها جوجل في العمق والمعلومات. وقد منحت Gizmodo التطبيق تصنيف 4.5 نجوم.
تجاوزت عمليات تثبيت إصدار أندرويد 5 مليارات عملية تثبيت في مارس 2019.

### نسخة Go
خرائط جوجل Go هو إصدار خفيف من التطبيق أصدر في مرحلة تجريبية في يناير 2018. وحتَّى تاريخ سبتمبر 2018 تمَّ تثبيت التطبيق 10 ملايين مرة.

## سوء استخدام محتمل
في عام 2005، اشتكت منظَّمة العلوم والتكنولوجيا النوويَّة الأستراليَّة (ANSTO) من إمكانية استخدام الإرهابيين لصور الأقمار الصناعيّة في التخطيط لشن هجمات وأشارت إلى مفاعل لوكاس هايتس النووي، ولكنَّ الحكومة الفيدراليَّة الأستراليَّة لم تدعم مخاوف المنظمة، وقد قامت جوجل بتلوين بعض المناطق الأمنية وإخفاء معالمها مثل سطح البيت الأبيض ومباني أُخرى في واشنطن العاصمة.
في أكتوبر 2010 قام قائد عسكري من نيكاراغوا يدعى «إيدين باستورا» بالتقدم معَ جنوده إلى جزيرة كاليرو في دلتا نهر سان خوان، متبعاً خط ترسيم الحدود في خرائط جوجل، وبعد ذلك حدثت جوجل بياناتها بعدما تأكدت بأنَّها غير صحيحة.
في 27 يناير 2014 كشفت الوثائق التي سربها إدوارد سنودن أنَ وكالة الأمن القومي ومكاتب الاتصالات الحكومية البريطانية أعترضتا استعلامات «خرائط جوجل» تمَّ إجراؤها على الهواتف الذكية لتحديد المستخدمين الذين يقومون بهذه الاستعلامات.
في فبراير 2020 اُستخدِم شخص يدعى "Simon Weckert" تسعة وتسعون هاتفًا خلويًا لتزييف ازدحام مروري على خرائط جوجل.

## خدمات مماثلة
- خريطة الشارع المفتوحة (بالإنجليزية: OpenStreetMap) خريطة للعالم خالية من حقوق الملكيّة وقابلة للتعديل.
- خرائط Apple - خدمة خرائط أبل أطلقت في 2012 بنظام iOS 6 لاستبدال تطبيق خرائط جوجل على أجهزة iOS.
- خرائط Bing - خدمة خرائط مايكروسوفت معَ خرائط الطريق والصور الجوية والأقمار الصناعية.
- Mapbox - خدمة عبر الإنترنت تنشئ خرائط مخصصة بناءً على خريطة الشارع المفتوحة
- Here WeGo - خدمة خرائط طورت بواسطة نافتك ونوكيا وهي مملوكة لاتحاد السيَّارات الألماني منذُ عام 2015
- Leaflet - مكتبة JavaScript مفتوحة المصدر مستخدمة على نطاق واسع لبناء تطبيقات خرائط الويب
- خرائط توم توم - خدمة خرائط مبنية على قمة Tele Atlas، وَالتي أستحوذت عليها شركة توم توم في عام 2008
- ويز - على غرار خرائط جوجل ولكنَّه يوفر أيضًا إشارة إلى حق الطريق في وضع القمر الصناعي، إلى جانب حوادث المرور (مملوكة أيضًا لشركة جوجل)
- Géoportail - منافس فرنسي يقدم صورًا جوية مفصلة للأراضي الفرنسية
- NearMap - تصوير جوي خاص بأستراليا، يتم تحديثه بانتظام (خدمة اشتراك مدفوعة)
- Naver Maps [156] - خدمة خرائط كورية جنوبية تُقدِّم خريطة شاملة لكوريا الجنوبية.
- خرائط PinMaps [157] - خدمة عبر الإنترنت تتيح للمستخدمين إضافة دبابيس على الخريطة.
- خرائط سويسرا [158] - خدمة فدرالية سويسرية تُقدِّم خرائط لسويسرا.
- PositionImages - يقدم عرضُ صور بزاوية 360 درجة مرتبطة بنظام تحديد المواقع العالميّ على الويب؛ سجلته آلة Wayback في عام 2002 [159]
- خرائط Tencent - خدمة خرائط طورتها تينسنت تُقدِّم صورًا شاملة للأقمار الصناعيّة وخرائط الشوارع والتجوّل الافتراضي ووجهات النظر التاريخية، بِالإضافة إلى وظائف مثل مخطط الطريق للسفر سيرًا على الأقدام أو بالسيارة أو بِاستخدام وسائل النقل العام.
- تيرالينك انترناشيونال
- MapQuest - أول خدمة خرائط على الإنترنت.
- موفيت - تطبيق مجاني للنقل العام يقدم تخطيطًا متعدد الوسائط للطرق عبر النقل العام، والدرّاجات المشتركة، والدرّاجات البُخاريَّة المشتركة، ومشاركة السيارات، ومشاركة الركوب، ومشاركة السيارات.
- خرائط ياهو! (ملغى اعتبارًا من يونيو 2015) [160]
- خرائط ياندكس

## اقرأ أيضًا
- جوجل إيرث
- ويكيمابيا

## روابط خارجية
- خرائط جوجل
  - مدونة خرائط Google الرسمية
  - حول خرائط جوجل
  - المرشدون المحليّون من Google
  - منصة خرائط جوجل